# Munditiella
Munditiella is een geslacht van weekdieren uit de klasse van de Gastropoda (slakken).

## Soorten
- Munditiella ammonoceras (A. Adams, 1863)
- Munditiella kirai (Habe, 1961)
- Munditiella qualum (Hedley, 1899)